# Bernardo Ottani
Bernardo Ottani (Bologna, 8 settembre 1736 – Torino, 26 aprile 1827) è stato un compositore italiano.

## Biografia
Bernardo (o Bernardino) Ottani compì i primi studi sotto la guida di Padre Martini, con il quale rimarrà legato per tutta la vita da una profonda amicizia. Nel 1758, all'età di 22 anni, diventò nella nativa Bologna maestro di cappella della chiesa di San Giovanni in Monte e tre anni dopo di quella di Santa Lucia. La sua prima composizione, ossia la cantata Il trionfo della gloria, fu scritta intorno al 1760. Indi nel 1765 entrò come membro all'Accademia Filarmonica di Bologna, dove nel 1774 fu nominato Principe, ossia direttore dell'Accademia.
Nel 1766 fu continuamente in viaggio per l'Italia settentrionale: dapprima a Genova per rappresentare un'opera (tuttora sconosciuta e perduta) e poi a Venezia per revisionare alcune arie dell'opera Il cavaliere per amore di Niccolò Piccinni.
Nel 1769 si recò a Dresda per rappresentare sue due opere, Le virtuose ridicole e L'amore industrioso. Tornando in Italia sostò a Monaco per rappresentare l'opera Il maestro.
Quando Christoph Willibald Gluck nel 1777 rappresentò l'Alceste al Teatro Comunale di Bologna, Ottani partecipò come primo maestro al cembalo.
Tra il 1777 e il 1778 mise in scena le sue opere a Torino, Roma, Napoli, Firenze e Venezia, il che contribuì ad accrescere la sua fama.
Nel 1779 si stabilì definitivamente a Torino, dove assunse la carica di direttore del Teatro Regio e poco più tardi quella di maestro di cappella del Duomo.
Nel 1798 con l'occupazione napoleonica il Teatro Regio fu chiuso e Ottani dovette rinunciare al suo posto. Per l'incoronazione di Napoleone a imperatore scrisse alcune composizioni sacre.
Una lunga tradizione ha visto nel compositore un fratello di Gaetano Ottani, cantante lirico e pittore. L'effettiva parentela tra i due appare tuttavia incerta.

### Opere
Sono note 15 opere di Ottani; l'anno e la città si riferiscono alla prima rappresentazione.
- L'amore senza malizia (dramma giocoso, libretto di Pietro Chiari, 1768, Venezia)
- Le virtuose ridicole (dramma giocoso, libretto di Carlo Goldoni, 1769, Dresda)
- L'amore industrioso (dramma giocoso, libretto di Gaetano Casori, 1769, Dresda)
- Il maestro (opera buffa, 1770, Monaco)
- La semplicità in amore (dramma giocoso, 1771, Udine)
- L'isola di Calipso (opera seria, 1776, Teatro Regio di Torino diretta da Gaetano Pugnani con Giuseppe Aprile)
- Catone in Utica (opera seria, libretto di Pietro Metastasio, 1777, Teatro San Carlo di Napoli con Giovanni Ansani)
- Bernardino Ottani, La sprezzante abbandonata, dramma giocoso per musica. Da rappresentarsi nel Teatro delle Dame, nel carnevale dell'anno 1778, dedicato all'ill.ma signora, la signora Marchesa Maria Caterina Colligola Serlupi, Roma, Stamperia di Ottavio Puccinelli, 1778, SBN MUS0284524.
- Le industrie amorose (dramma giocoso, libretto di Giovanni Bertati, 1778, Venezia)
- Le nozze della Bita (dramma giocoso, libretto di N. Tassi, 1778, Firenze)
- Fatima (opera seria, 1779, Teatro Regio di Torino diretta da Pugnani con Nicola Tacchinardi)
- La Didone (opera seria, libretto di Pietro Metastasio, 1779, Forlì)
- Arminio (opera seria, libretto di Nicola Coluzzi, 1781, Torino)
- Amaionne (opera seria, libretto di Sebastiano Gambino, 1784, Torino)
- La clemenza di Tito (opera seria, libretto di Pietro Metastasio, 1798, Torino)

### Spartiti manoscritti
- Bernardino Ottani, Chirie a 4:o con S.ti, SBN MSM0021525. Partitura. Bologna - Museo internazionale e Biblioteca della musica di Bologna, collocazione: MS.MART.2.63.